# Hecho en México (álbum de El Tri)
Hecho en México es el segundo álbum de estudio de la banda de rock El Tri, lanzado por Warner Music Group en 1985.

## Lista de canciones
Todas las canciones fueron escritas por Álex Lora, excepto donde se indica lo contrario.
1. «Hasta que el cuerpo aguante» (Álex Lora y Sergio Mancera) - 2:05
2. «La balada» (Álex Lora y Sergio Mancera) - 4:21
3. «Era un mar» (Álex Lora y Sergio Mancera) - 4:11
4. «Mente rockera» - 4:14
5. «Nunca digas que no» - 5:11
6. «Enciende el cerebro» - 3:20
7. «Una y otra vez» - 2:34
8. «F.Z. 10» - 3:05

## Formación
- Álex Lora - voz y bajo
- Sergio Mancera - guitarra
- Arturo Labastida - saxofón
- Rafael Salgado - armónica
- Mariano Soto - batería